# Al-Amjana
Al-Amjana (arab. العميانة) – wieś w Syrii, w muhafazie Aleppo. W 2004 roku liczyła 518 mieszkańców.